# ジョー・ブラックをよろしく
『ジョー・ブラックをよろしく』（原題：Meet Joe Black）は、1998年のアメリカ映画。
1934年の映画『明日なき抱擁（en:Death Takes a Holiday）』を元にしている。

## キャスト
※括弧内は日本語吹替
- ジョー・ブラック／コーヒーショップにいた青年 - ブラッド・ピット（宮本充）
- ウィリアム（ビル）・パリッシュ - アンソニー・ホプキンス（山内雅人）
- スーザン・パリッシュ - クレア・フォーラニ（山崎美貴）
- ドリュー - ジェイク・ウェバー（松本保典）
- アリソン・パリッシュ - マーシャ・ゲイ・ハーデン（弘中くみ子）
- クインス - ジェフリー・タンバー（有本欽隆）

## あらすじ
数日間の休暇と称してニューヨークに現れる死神。ある青年(ブラッド・ピット)を交通事故に合わせ、その身体を乗っ取った死神は、ガイド役の人間として、熟年のビル・パリッシュ(アンソニー・ホプキンス)を指名した。青年に会って驚くビルの娘スーザン(クレア・フォーラニ)。彼は、スーザンがその日の朝に出会い、名も知らぬまま一目惚れした相手だったのだ。
ビルは一代で大企業を築き上げた豪胆な人物だった。寿命が尽きたが、ガイドをすれば数日間は生きられると聞き、冷静に受け入れるビル。死神を咄嗟にジョー・ブラックと名付けたビルは、家族に「友人だ」と紹介し、会社の役員会議も見物させた。謎の青年を親しげに連れ歩くビルに戸惑う役員たち。青年の中身が死神だと知らないスーザンは、様子がおかしいと感じつつ、ジョーへの想いを募らせて行った。
ビルの会社の重役であるドリューは、ある企業との合併話を進めていた。合併先と密約を交わし、合併後にビルの会社を切り売りして、大金に変える思惑のドリュー。何も知らないビルだが、合併先の社風を嫌った彼は、社長の権限で合併話しを打ち切った。窮地に陥ったドリューは、ビルが謎の青年に支配されていると主張して、社長の解任を役員会に認めさせた。
スーザンとの仲が深まり、初めて愛を知るジョー。孤独な死神に戻りたくないジョーは、スーザンを連れて行くと言う。それは愛ではないとビルに諭され、スーザンを諦めるジョー。置き土産としてジョーはドリューの悪巧みを暴き、ビルの会社は救われた。盛大な誕生パーティーの夜、これ迄の人生に満足して、ジョーと共に会場を後にするビル。不安を覚えて二人を追うスーザン。そんな彼女の前に、人間に戻った"青年"が、生きた姿で現れた。